# 興登堡凶兆
興登堡凶兆（英文：Hindenburg Omen）是一種聲稱可預測美國股市出現股災的技術分析，由數學家米耶卡（Jim Miekka）於1995年發明。並以1937年墜毀的興登堡號飛船命名。

## 機制
當美國股市符合以下全部指標，便很大機會出現股災。
1. 紐約證券交易所（道瓊斯工業平均指數）十週移動平均線當日呈現升勢
2. 紐交所創52週新高及新低的股票佔當日交易股票總數2.2%以上 （以現時3,126隻股票計即69隻）
3. 紐交所創52週新高的股票必須少於創52週新低的股票之兩倍
4. 麥克萊擺動指標（McClellan Oscillator）當日為負數

## 往績
在1985年至2009年期間，興登堡凶兆共出現27次。以下是道指跌幅範圍及出現次數：
- 15%以上：8次
- 10%至14.9%：3次
- 5%至9.9%：10次
- 2%至5%：4次
- 2%以下：2次

上一次出現興登堡凶兆為2008年10月，當時雷曼兄弟倒閉，加上冰島出現金融危機，結果美股反覆下跌15%以上。
而最新一次出現興登堡凶兆為2010年8月12日，暫未知預測是否準確。